# Weiguo Linchang (bondby i Kina, Heilongjiang Sheng, lat 48,06, long 129,04)
Weiguo Linchang (kinesiska: 卫国林场) är en bondby i Kina. Den ligger i provinsen Heilongjiang, i den nordöstra delen av landet, omkring 320 kilometer nordost om provinshuvudstaden Harbin. Antalet invånare är 372. Befolkningen består av 190 kvinnor och 182 män. Barn under 15 år utgör 1,0 %, vuxna 15-64 år 79 %, och äldre över 65 år 19,0 %.
Runt Weiguo Linchang är det ganska glesbefolkat, med 40 invånare per kvadratkilometer. Weiguo Linchang är det största samhället i trakten. I omgivningarna runt Weiguo Linchang växer i huvudsak blandskog.
Genomsnittlig årsnederbörd är 1 017 millimeter. Den regnigaste månaden är juli, med i genomsnitt 253 mm nederbörd, och den torraste är januari, med 11 mm nederbörd.